# Wydawnictwo Księży Pallotynów

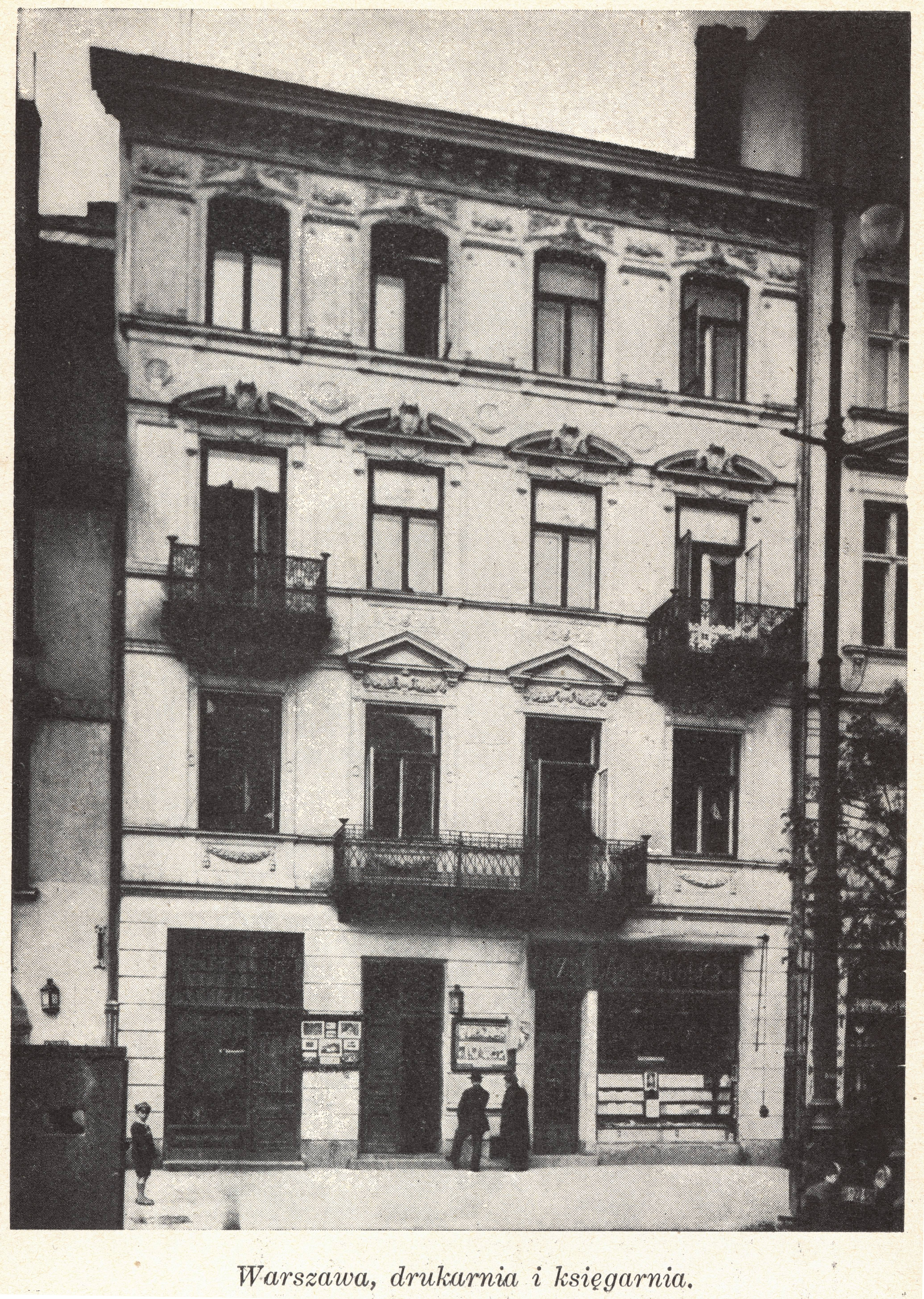
Krakowskie Przedmieście 71 przed II wojną światową

Wydawnictwo Księży Pallotynów – jedna z pierwszych inicjatyw wydawniczych Księży Pallotynów w Polsce; wydawnictwo działało w latach 1927-1939.
Działalność wydawnicza polskich pallotynów rozpoczyna się już w 1908 - rok po ich przybyciu na ziemie polskie. Wtedy to z inicjatywy ks. Alojzego Majewskiego zaczęto wydawać czasopismo „Królowa Apostołów” w lwowskim wydawnictwie Polonia. Pierwsze pallotyńskie pozycje książkowe ukazują się w cieszyńskiej drukarni Karola Miarki w 1913.
Oficjalnie Wydawnictwo Księży Pallotynów wraz z drukarnią rozpoczęło swą działalność w 1927. Jego siedziba mieściła się w Warszawie przy ulicy Krakowskie Przedmieście 71.
Wydawano książki oraz czasopisma: „Polak-Katolik” (dziennik), „Przegląd Katolicki”, „Posiew”, „Rodzina Polska”, „Królowa Apostołów”, „Apostoł wśród Świata”, oraz Kalendarze Królowej Apostołów.
Działalność Wydawnictwa przerwała II wojna światowa. We wrześniu 1939, podczas bombardowania Warszawy, wydawnictwo i drukarnia zostały całkowicie zniszczone. Po wojnie pallotyni założyli nowe wydawnictwo w Poznaniu - Pallottinum, które oficjalnie rozpoczęło działalność 7 stycznia 1948.